# Lutjanus rivulatus
Lutjanus rivulatus là một loài cá biển thuộc chi Lutjanus trong họ Cá hồng. Loài này được mô tả lần đầu tiên vào năm 1828.

## Từ nguyên
Tính từ định danh rivulatus trong tiếng Latinh có nghĩa là “gợn sóng”, hàm ý đề cập đến các vệt sọc màu xanh lam trên đầu của loài cá này.

## Phân bố và môi trường sống
L. rivulatus có phân bố rộng khắp vùng Ấn Độ Dương - Thái Bình Dương, từ phía nam Biển Đỏ và vịnh Ba Tư dọc theo Đông Phi trải dài về phía đông đến quần đảo Société và quần đảo Australes, ngược lên phía bắc đến đảo Kyūshū, xa về phía nam đến Nam Phi và Úc. L. rivulatus cũng xuất hiện tại vùng biển Việt Nam, bao gồm quần đảo Hoàng Sa và quần đảo Trường Sa.
L. rivulatus sống gần các rạn san hô xa bờ, thường thấy ở độ sâu đến ít nhất là 100 m, cá con sống trên các bãi cạn gần bờ và có nhiều tảo, thường gần các cửa sông.

## Mô tả
Chiều dài cơ thể lớn nhất được ghi nhận ở L. rivulatus là 91,8 cm FL (fork length: chiều dài từ mõm đến điểm chia đôi vây đuôi), thường bắt gặp với chiều dài trung bình khoảng 60 cm.
Loài này thường có màu nâu hơi đỏ, mỗi vảy cá có viền nâu nhạt kèm 2–3 đốm nhỏ màu xanh lam nhạt ở giữa. Đầu có vô số các vệt sọc xanh lam gợn sóng; môi nâu nhạt. Các vây phần lớn có màu vàng nhạt đến xám nâu. Cá con có 3–8 vạch nâu ở hai bên thân và hai đốm đen-trắng sát nhau, nằm dưới các tia vây lưng mềm trước nhất, ngang đường bên.
Số gai ở vây lưng: 10; Số tia vây ở vây lưng: 15–16; Số gai ở vây hậu môn: 3; Số tia vây ở vây hậu môn: 8; Số tia vây ở vây ngực: 17.
L. rivulatus có thể bị nhầm lẫn với Lutjanus stellatus chưa trưởng thành vì đều có đốm trắng ở thân. Đốm trắng của L. rivulatus nằm ngay đường bên, nhưng của L. stellatus lại nằm trên đường bên. Đầu của L. rivulatus có nhiều đốm xanh, của L. stellatus chỉ có một sọc xanh nối giữa nắp mang và mõm. Vây hậu môn của L. rivulatus bo tròn ở rìa sau, của L. stellatus thì nhọn.

## Sinh thái
Thức ăn của L. rivulatus bao gồm cá nhỏ và nhiều loài thủy sinh không xương sống khác như chân đầu và giáp xác.
Sự tăng trưởng của L. rivulatus thay đổi theo vĩ độ, cũng như nhiệt độ nước. L. rivulatus ở vùng vĩ độ cao hơn (nước mát hơn), đạt độ dài theo tuổi (length-at-age) lớn hơn so với những cá thể ở vùng vĩ độ thấp hơn (nước ấm hơn). Độ tuổi lớn nhất mà L. rivulatus ước tính đạt được là 56 năm.

## Giá trị
L. rivulatus là một loại cá thực phẩm chất lượng và có tầm quan trọng đối với nghề đánh bắt thủ công. Loài này là thành phần của ngành nuôi trồng thủy sản ở Malaysia.